# Ганиев, Исмут Мустафович
Исмут Мустафович Ганиев (11.06.1914 — 19.09.1986) — передовик советского сельского хозяйства, бригадир тракторной бригады Тахтамукайской МТС Краснодарского края, Герой Социалистического Труда (24.02.1948).

## Биография
Родился 11 июня 1914 года в ауле Афипсип ныне Тахтамукайского района Республики Адыгея (Россия) в семье крестьянина Мустакима Юсуфовича. Адыг.
Получив начальное образование, окончил курсы трактористов при Тахтамукайской машинно-тракторной станции (МТС) и с 1935 года работал трактористом в местном колхозе «Афипсип».
С 1938 года работал бригадиром тракторной бригады до начала Великой Отечественной войны.
После освобождения от оккупации территории Адыгеи 18 февраля 1943 года И. М. Ганиев вернулся в родное село и возглавил посевную силами двух колёсных тракторов СТЗ-1 (Сталинградский тракторный завод), которые удалось собрать из деталей, спрятанных в горах.
И. М. Ганиев продолжил руководить тракторной бригадой, которой по итогам работы в 1947 году в обслуживаемых колхозах «Афипсип» и «Псевако» получен урожай пшеницы 22,5 центнера с гектара на площади 153 гектара.
Указом Президиума Верховного Совета СССР от 24 февраля 1948 года за получение высоких урожаев пшеницы в 1947 году Ганиев Исмут Мустафович удостоен звания Героя Социалистического Труда с вручением ордена Ленина и золотой медали «Серп и Молот».
В Грамоте Президиума Верховного Совета СССР, выданной на имя И. М. Ганиева, говорится:

«За ваши исключительные заслуги перед государством, выразившиеся в получении в 1947 году в обслуживаемых колхозах урожая пшеницы 22,5 центнера с гектара, Президиум Верховного Совета СССР своим Указом от 24 февраля 1948 года присвоил Вам звание Героя Социалистического Труда»— Н. Г. Апарин, А. В. Киселёв. Золотые Звёзды Адыгеи. — 2-е изд. доп. дораб.. — Майкоп: Адыгейское отделение Краснодарского книжного издательства, 1980. — 220 с. — 5000 экз.
В последующем, возглавляемая им бригада № 5, выращивала урожаи зерновых значительно выше - 40-50 центнеров с гектара и неоднократно становилась участницей Выставки достижений народного хозяйства СССР (ВДНХ). Почти тридцать лет он отдал нелёгкой профессии механизатора, двадцать шесть из них возглавлял тракторную бригаду. Позже работал мотористом на колхозной водокачке. Награждён орденом Ленина (24.02.1948), медалями, а также медалями ВДНХ СССР.
Проживал в родном ауле Афипсип, скончался 19 сентября 1986 года.

## Награды
- Золотая медаль «Серп и Молот» (24.02.1948);
- Орден Ленина (24.02.1948)
- Медаль «В ознаменование 100-летия со дня рождения Владимира Ильича Ленина» (6 апреля 1970)
- Медаль «За доблестный труд в Великой Отечественной войне 1941—1945 гг.»

## Память

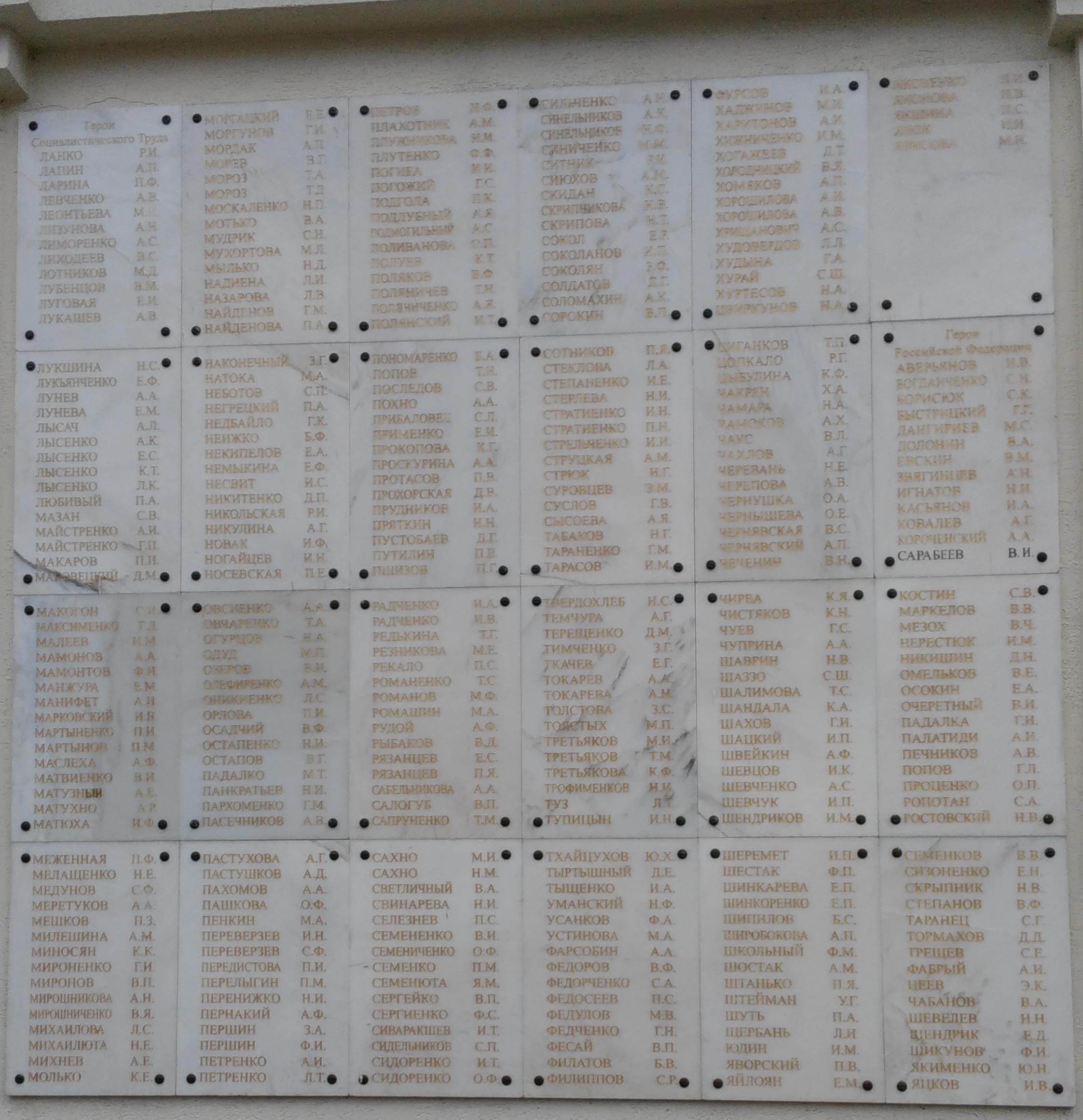
Мемориальная доска с именами Героев Социалистического Труда Кубани и Адыгеи. Краснодар 2017

- Имя Героя золотыми буквами вписано на мемориальной доске в Краснодаре
- На могиле Героя установлен надгробный памятник.